# Hanselburg

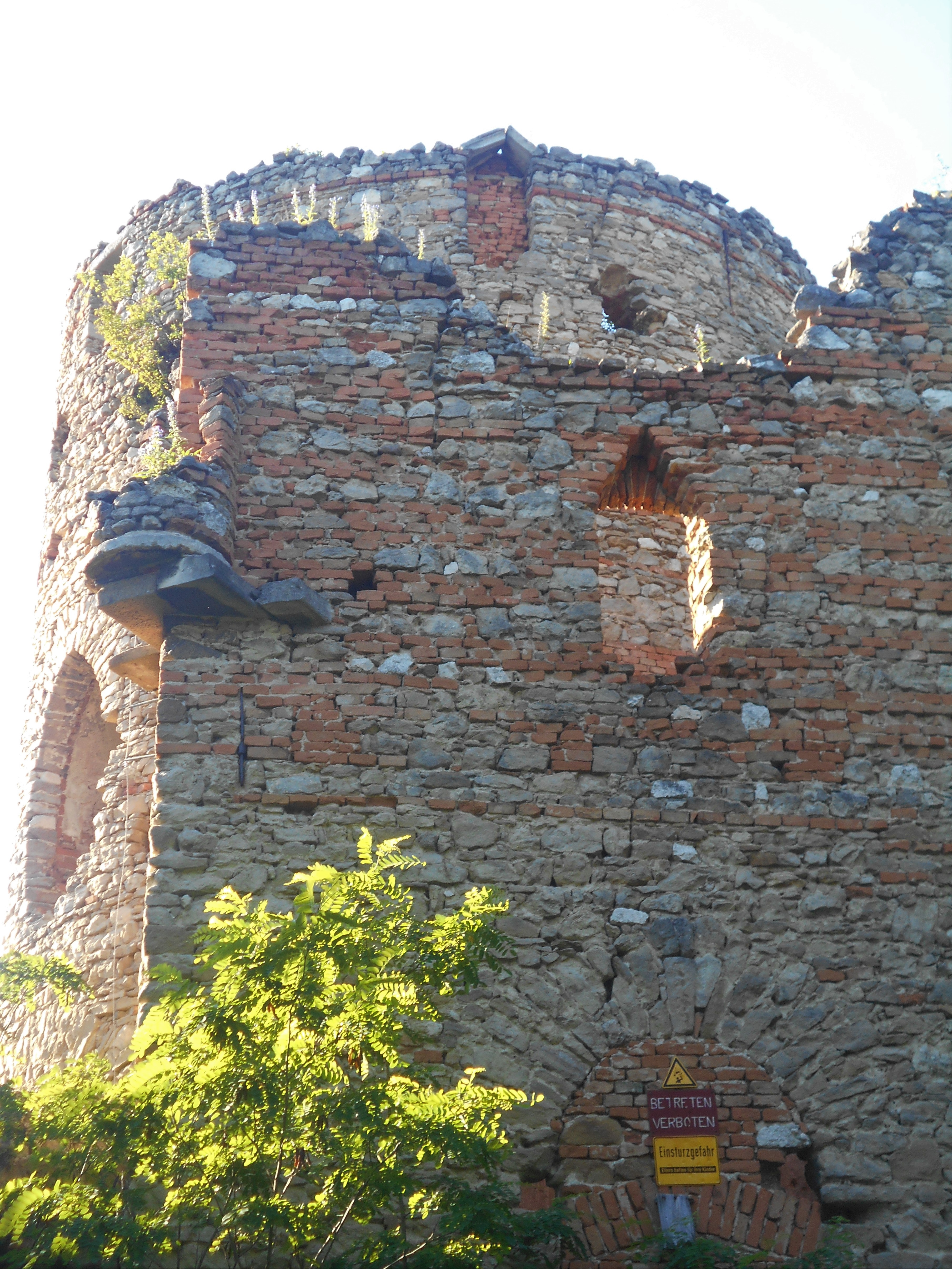
Hanselburg

Hanselburg je umělá zřícenina v lese u dolnorakouského Loosdorfu (nedaleko stejnojmenného zámku), součásti obce Fallbach ve Weinviertelu (vinné čtvrti) v okrese Mistelbach v Rakousku.

## Historie
Pozůstatky starého horského domu nechal kníže Jan I. z Lichtenštejna v roce 1800 přestavět na romantickou umělou zříceninu, sloužící jako lovecký pavilon pro odpočinek při lovu. Budova byla zasvěcena jeho patronu.
Loosdorfský Hanselburg má daleko větší protějšek na jižní Moravě – Janův hrad u zámku Lednice.